# Combate de Chaves
O combate de Chaves, ocorrido em 8 de julho de 1912, foi uma ação militar dos apoiadores da monarquia de Portugal contra a Primeira República Portuguesa, proclamada dois anos antes.
O ataque foi liderado por Henrique Paiva Couceiro, que havia feito campanha na África e que se tornou o líder dos monarquistas. Os monarquistas foram armados discretamente pelo rei espanhol, Alfonso XIII, e concentraram suas forças na Galiza.
O ataque terminou com a derrota das forças monarquistas.